# Consiglio comunale
Il consiglio comunale (o municipale, cittadino, ecc.) è il principale organo collegiale locale di base che nei vari Paesi assume denominazioni diverse: comune, municipalità, municipio, città ecc. In alcuni Paesi invece che di consiglio si parla di assemblea municipale (così in Svezia e in Portogallo) o di camera municipale (come in Brasile).

## Descrizione

### Struttura
Il numero dei componenti del consiglio varia notevolmente secondo gli ordinamenti giuridici e tende ad essere correlato alla popolazione dell'ente. Negli ordinamenti democratici tali componenti sono rappresentanti eletti dal corpo elettorale dell'ente. In certi ordinamenti il consiglio è presieduto dal sindaco; in altri il sindaco ne è membro, ma non lo presiede, in altri ancora non ne fa parte.
In qualche raro caso il consiglio è articolato in due distinti collegi, in una sorta di bicameralismo, come in alcune amministrazioni municipali degli Stati Uniti dove il city council si articola nel common council e nel board of aldermen, secondo uno schema diffusosi nel XIX secolo (sul modello della City of London Corporation), ma oggi quasi del tutto abbandonato.
In certi ordinamenti le funzioni del consiglio possono essere direttamente svolte dai cittadini riuniti in assemblea: è il caso di alcuni comuni della Svizzera, dei comuni spagnoli dove vige il regime del concejo abierto e degli enti locali statunitensi che adottano la forma di governo basata sul town meeting, tipica del New England. Si tratta di una forma di democrazia diretta, attuata per lo più in enti con esigua popolazione.

### Funzioni
Le competenze del consiglio variano secondo gli ordinamenti: si va da funzioni essenzialmente normative, di approvazione del bilancio comunale e di controllo politico sugli organi esecutivi (sindaco, city manager ecc., ai quali fanno capo le funzioni amministrative) con un ruolo, quindi, paragonabile a quello del parlamento a livello statale, alla concentrazione in un unico organo - in questi casi solitamente di ridotte dimensioni - delle funzioni altrove ripartite tra consiglio e organi esecutivi (come avviene in alcune amministrazioni municipali statunitensi, dove il sindaco si limita a presiedere il consiglio e, per il resto, ha funzioni eminentemente cerimoniali).
Il consiglio può anche essere chiamato ad eleggere il sindaco ed eventualmente gli altri membri dell'organo collegiale esecutivo (come gli assessori in Italia, prima della riforma del 1993, e gli scabini in Belgio e Lussemburgo). D'altra parte, laddove è adottata una forma di governo di tipo parlamentare, il sindaco deve mantenere la fiducia del consiglio e si deve dimettere nel caso venga meno (ad esempio, a seguito dell'approvazione di una mozione di sfiducia).